# Flagge Martiniques
Als französisches Überseedepartement ist die offizielle Flagge Martiniques die Flagge Frankreichs.

## Die neue „panafrikanische“ Flagge Martiniques
Am 2. Februar 2023 wurde eine neue regionale Flagge eingeführt, die bei sportlichen oder kulturellen Anlässen gezeigt wird. Sie ersetzt die zuvor verwendete Ipséité.
Die neue Flagge wurde bereits zuvor von der Unabhängigkeitspartei MODEMAS verwendet. Sie ist wie die Flagge Tschechiens aufgeteilt. Das Dreieck an der Liek ist rot, der obere Streifen grün, der untere schwarz. Das Seitenverhältnis beträgt 2:3, gleich wie jene der Nationalen Front für die Befreiung von Martinique in den 1960/70er Jahren. Eine gleich gestaltete Flagge (und einem roten Dreieck gleicher Proportionen, aber verlängerter Streifen und einem Seitenverhältnis von 1:2) nutzt die Bewegung der Demokraten und Ökologisten für ein unabhängiges Martinique (Mouvement des Démocrates et des Écologistes pour une Martinique Indépendante) MODEMAS, deren Farben schon beim Aufstand gegen die Landbesitzer 1870 in Halstüchern und Kopfbändern in Erscheinung traten.

## Die Ipséité
Die „Ipséité“ (französisch für Individualität) ist eine regionale Flagge, die 2019 für kulturelle und sportliche Anlässe entworfen wurde. In der Mitte ziert eine Große Fechterschnecke die Flagge. Die 34 Sterne in indianischem Design stehen für die 34 Gemeinden der Insel und ihre karibische Urbevölkerung. Blau symbolisiert das Karibische Meer und den Atlantischen Ozean, Grün die reiche Pflanzenvielfalt auf der Insel. Die acht Dreiecke stehen für die acht Sprachen (Französisch, Kreolisch, Englisch, Spanisch, Portugiesisch, Italienisch, Chinesisch, Arabisch), die die Insel im Laufe der Geschichte prägten.

Die Ipséité

## Die Schlangenflagge

Flagge der Kolonie Martinique und Saint Lucia, heute als „Schlangenflagge“ bezeichnet

Die „Schlangenflagge“ ist das Wappenbanner des Wappens Martiniques. Ursprünglich war sie die Flagge der französischen Kolonie Martinique und Saint Lucia, weswegen die Schlangen in den vier blauen Ecken in L-Form dargestellt wurden. Bis die Briten Saint Lucia eroberten, wurde Martinique von dort aus verwaltet. Die Flagge wurde am 4. August 1766 als eine Variante der damaligen französischen Seeflagge (weißes Kreuz auf blauem Grund) eingeführt. Diese Seeflagge ist noch heute die Grundlage der Flagge Québecs. Bei der Schlange handelt es sich um die einheimische Martinique-Lanzenotter (Bothrops lanceolatus).
Die Flagge ist nicht unumstritten. Die Unabhängigkeitspartei Mouvement des Démocrates et des Ecologistes pour une Martinique Indépendante (MODEMAS) kritisiert, die Flagge sei früher auf Sklavenschiffen verwendet worden und würde heute nur von der europäischstämmigen Bevölkerung verwendet; das Wappen auf Gebäuden der Regierung und an den Uniformen der Gendarmerie. Im Zusammenhang mit der Flagge spricht die MODEMAS von einem Symbol der „sozialen Apartheid“ und des „Rassismus“.

## Weitere Flaggen Martiniques
Der Generalrat des Überseedepartements verfügt über eine eigene Flagge. Auf der weißen Flagge wird das Logo des Rats geführt. Neben seinem Status als Überseedepartement ist Martinique auch eine französische Region, dessen Regionalrat das Recht zur Annahme einer eigenen Flagge hat.